# Евсевий Никомидийски
Евсевий Никомидийски (на гръцки: Ευσέβιος ο Νικομηδείας, според различните транскрипции на български може да се срещне и като „Никомидейски“ или „Никомедейски“) е важен християнски църковен деятел, епископ, патриарх на Константинопол.
За ранните години на Евсевий се знае изключително малко, но със сигурност може да се твърди, че е бил приближен на императорското и други аристократични семейства. Бил е епископ на Берит (Бейрут), след това на никомидийски епископ, а през 338 година е избран за епископ (по това време все още не патриарх) на столицата Константинопол. Имал е изключително силно влияние върху сестрата на император Константин Велики – Лициния, а оттам и върху самия Константин. Впоследствие е един от възпитателите на Юлиан Апостат (Отстъпник).
Убеден привърженик на арианството, той участва в Първия вселенски събор на Църквата, под негово влияние Константин Велики възприема арианските възгледи. Показателен е фактът, че Константин приема кръщението именно от Евсевий (337 г.). Въпреки това, заедно с Евсевий Кесарийски, той е привърженик на умереното крило в арианската партия, което се стреми към обединение с привържениците на Никейското учение. Все пак Евсевий не желае да се отрече от възгледите си, поради което, след края на Първия вселенски събор, за известно време е изпратен на заточение в Галия. В същото време той е един от инициаторите за заточаването на св. Атанасий I Александрийски (328 – спорно – 333? – според разликите в александрийската и константинополската константинополската ера).
Полупримирителното учение на Евсевий лежи в основата на по-късни ереси като македонианство и несторианство.